# Epsilon Leonis
Epsilon Leonis (ε Leo, ε Leonis) é a quinta estrela mais brilhante da constelação de Leo, com uma magnitude aparente de 2,98. Tem os nomes tradicionais Ras Elased (Australis), Asad Australis e Algenubi, todos derivados do árabe رأس الأسد الجنوبي rās al-’asad al-janūbī,[carece de fontes?] significando "estrela do sul da cabeça do leão".
Epsilon Leonis tem uma classificação estelar de G1 II, com a classe de luminosidade 'II' indicando que, a uma idade de 162 milhões de anos, evoluiu para uma gigante luminosa. É muito maior e mais brilhante que o Sol com 288 vezes a luminosidade solar e 21 vezes o raio solar. Tem uma magnitude absoluta de –1,49, sendo uma das estrelas mais luminosas na constelação, bem mais brilhante que Regulus. Epsilon Leonis tem uma magnitude aparente menor que a de Regulus porque está bem mais distante, a uma distância de aproximadamente 247 anos-luz (75,6 parsecs) da Terra. Sua magnitude aparente é reduzida por 0,03 como resultado de extinção causada por gás e poeira.
Epsilon Leonis exibe características de uma variável Cefeida, variando sua magnitude por 0,3 com um período de alguns dias. Possui cerca de quatro vezes a massa do Sol e uma velocidade de rotação projetada de 8,1 km/s. Com base em sua abundância em ferro, a metalicidade desta estrela é de aproximadamente 52% da do Sol. Isto é, a abundância de elementos além de hidrogênio é hélio é cerca de metade do que é no Sol.